# Оккоукван (Вірджинія)
Оккокан (англ. Occoquan) — місто (англ. town) в США, в окрузі Принс-Вільям штату Вірджинія. Населення — 934 особи (2010). Є передмістям Вашингтона, а також межує з Вудбриджем.

## Історія
Назва «Оккокван» походить від слова з алгонкінської мови індіанського племені доегів, яке означає «наприкінці води». Зі своїм розташуванням на річці Оккокван, містечко тривалий час було місцем проживання корінних народів США. Так само, як і британські колоністи після них, вони використовували річку для перевезень та торгівлі, а також як місце риболовлі.

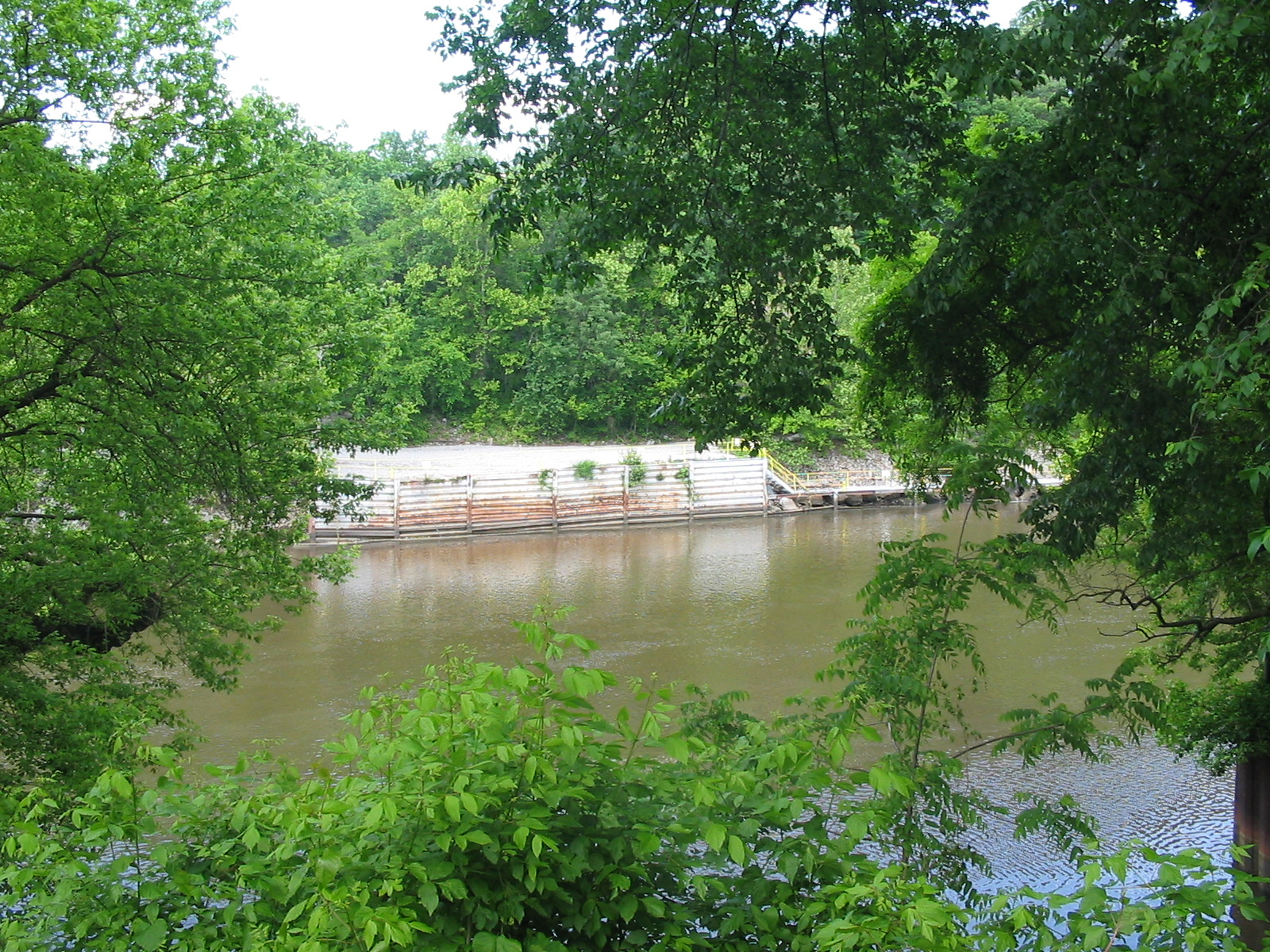
Річка Оккокван біля містечка

До 1765 року англо-американські колоністи заснували тут індустріальне поселення, яке мало у своєму розпорядженні млини та тютюнові сховища. Млин Мерчентс-Мілл став першим автоматизованим млином в історії США. Він працював протягом 175 років, доки його не знищила пожежа.
Протягом Громадянської війни у США тутешнє поштове відділення було пунктом, через який проходили листи й посилки між Північчю та Півднем. Замулення річки зменшило потік кораблів до Оккоквана й поклало край його ролі портового міста — так само, як це відбулося й із залізничним транспортом.
Містечко пережило важкі часи й продовжує процвітати. Тепер це — відновлена громада митців із магазинами, їдальнями на відкритому повітрі, атракціонами жахів, корабельним доком для міських човнів тощо. Чимало будівель у місті, включно з тими, що належать до ділової частини міста, є частинами історичного району Оккоквана, який перебуває в Національному реєстрі історичних місць США. Рокледж — колишній дім засновника містечка — теж перебуває в цьому реєстрі як важлива будівля.

## Географія
Оккокан розташований за координатами 38°40′48″ пн. ш. 77°15′31″ зх. д. / 38.68000° пн. ш. 77.25861° зх. д. (38.680096, -77.258699). За даними Бюро перепису населення США в 2010 році місто мало площу 0,54 км², з яких 0,45 км² — суходіл та 0,09 км² — водойми. У 2017 році площа становила 0,57 км², з яких 0,48 км² — суходіл та 0,09 км² — водойми.
Оккокван розташований на південному березі річки Оккокван.

## Демографія

### Перепис 2010
Згідно з переписом 2010 року, у місті мешкали 934 особи в 525 домогосподарствах у складі 225 родин. Густота населення становила 1735 осіб/км². Було 569 помешкань (1057/км²).
Расовий склад населення:
| - 80,9 % — білих - 11,6 % — чорних або афроамериканців - 3,3 % — азіатів - 1,1 % — корінних американців |

До двох чи більше рас належало 2,2 %. Частка іспаномовних становила 4,0 % від усіх жителів.
За віковим діапазоном населення розподілялося таким чином: 11,3 % — особи молодші 18 років, 78,8 % — особи у віці 18—64 років, 9,9 % — особи у віці 65 років та старші. Медіана віку мешканця становила 45,4 року. На 100 осіб жіночої статі у місті припадало 101,3 чоловіків; на 100 жінок у віці від 18 років та старших — 104,4 чоловіків також старших 18 років.
Середній дохід на одне домашнє господарство становив 104 952 долари США (медіана — 86 563), а середній дохід на одну сім'ю — 135 091 долар (медіана — 109 688). За межею бідності перебувало 7,8 % осіб, у тому числі 20,7 % дітей у віці до 18 років та 0,0 % осіб у віці 65 років та старших.
Цивільне працевлаштоване населення становило 577 осіб. Основні галузі зайнятості: науковці, спеціалісти, менеджери — 18,5 %, публічна адміністрація — 18,4 %, освіта, охорона здоров'я та соціальна допомога — 16,6 %.

### Перепис 2000
За даними перепису 2000 року, у містечку проживало 759 осіб у 418 домогосподарствах у складі 186 родин. Густота населення становила 1 831.6 особи на кілометр квадратний. Було 443 житлові блоки із середньою густотою 1 069.0/км². Расовий склад містечка: 85,51 % білих, 8.17 % афроамериканців, 0,53 % індіанців, 1.58 % азіатів, 0.13 % тихоокеанських острів'ян, 1,58 % інших рас, а також 2,50 % людей, які зараховують себе до двох або більше рас. Іспаномовні та латиноамериканці США незалежно від раси становили 6,46 % населення.
Із 418 домогосподарств 11,5 % мали дітей віком до 18 років, які жили з батьками;, 35,6 % були подружжями, які жили разом; 6,2 % мали господиню без чоловіка, і 55,3 % не були родинами. 45,9 % домогосподарства складалися з однієї особи, зокрема 8,1 % віком 65 і більше років. У середньому на домогосподарство припадало 1,82 мешканця, а середній розмір родини становив 2,54 особи.
Віковий склад населення: 11,1 % віком до 18 років, 8,0 % від 18 до 24; 36,2 % від 25 до 44; 33,6 % від 45 до 64; і 11,1 % — 65 років або старші. Середній вік жителів міста становив 42 роки. На кожні 100 жінок припадало 88,8 чоловіка. На кожні 100 жінок, віком від 18 років і старших, припадало 92,3 чоловіка.
Середній дохід домогосподарств у містечку становив $48 750, родин — $ 77 420. Середній дохід чоловіків становив $ 50 938 проти $ 30 833 у жінок. Дохід на душу населення в містечку був $ 33 007. Жодна з родин та 5.7 % населення загалом проживали за межею бідності, серед яких не було осіб, молодших 18 років, а 14.9 % становили люди віком від 64 і старші.
За даними перепису населення 2010 року, у містечку Оккокван проживало 934 особи.